# Довірене обчислення
Довірене завантаження — це завантаження різних операційних систем тільки з заздалегідь визначених постійних носіїв (наприклад, тільки з жорсткого диска) після успішного завершення спеціальних процедур: перевірки цілісності технічних і програмних засобів ПК (з використанням механізму покрокового контролю цілісності) й апаратної ідентифікації / аутентифікації користувача